# Elias Ammerbach
Elias Nikolaus Ammerbach (Naumburg, vers el 1530 - Leipzig, 29 de gener de 1597), fou un compositor, arranjador i organista alemany del Renaixement.
Va publicar el llibre més antic imprès de la música d'orgue a Alemanya i s'agrupa entre els compositors coneguts com els coloristes. Va estudiar a la Universitat de Leipzig (1548-1549), i va ser emprat posteriorment com a organista a la de Sant Tomàs a Leipzig, probablement per la resta de la seva vida. Estava casat tres vegades (les seves dues primeres esposes van morir). D'acord amb el prefaci de la seva publicació per a orgue de 1571 i que conté diverses composicions, com motets, retalls de música sagrada, etc. Va viatjar a terres estrangeres per estudiar, però no va donar més detalls.